# Emerson Drive
Emerson Drive est un groupe canadien de musique country, créé en 1995. Le groupe est composé de Brad Mates (chant), Danick Dupelle (guitares et chœurs), Mike Melancon (percussions) et Dale Wallace (claviers et chœurs).

## Histoire du groupe
Le groupe débute en février 1995 sous le nom Gauge 12 avec Brad Mates, Pat Allingham, Chris Hartman, Jeff Loberg, Remi Barre, Dan Binns et David Switzer. Grâce à un concours, ils gagnent l’opportunité d'enregistrer un EP intitulé "Open Season" en 1996. Le groupe travaille ensuite sur son premier album qui s'intitule Until You Walk the Tracks et qui sort en 1997. Le groupe part en tournée dans tout le Canada avec cet album.
En 1998, la composition du groupe change beaucoup et à plusieurs reprises, certains membres fondateurs quittent le groupe, d'autres nouveaux membres sont remplacés au bout d'un an à peine. Le groupe décide de conquérir Nashville, haut lieu de la musique country et tente d'y signer un contrat. Ils y parviennent mais sont contraints de changer le nom du groupe pour Emerson Drive, Gauge 12 étant déjà le nom d'un groupe de rap. "I Should Be Sleeping", le premier single de cette nouvelle aventure sort en novembre 2001. Le titre débute à la cinquième place du classement Billboard Hot Country Single & Tracks, puis atteint la troisième place. L'album prévu pour janvier 2002 sort finalement en mai 2002. À partir d'août 2002, le groupe traverse à nouveau une période de changement dans la composition d'un groupe.
Emerson Drive sort son quatrième album studio en juin 2004. Ils font un grand nombre des premières partie lors de la tournée nord-américaine Up! Tour de Shania Twain. Malgré leur succès au Canada, le groupe peine à percer aux États-Unis et leur contrat américain avec DreamWorks Nashville prend fin. À la fin de 2005, Keith Follese et Brad Allen lancent un nouveau label, Midas Records Nashville et signent Emerson Drive qui commence de suite à travailler sur leur cinquième album Countrified.
Premier single de l'album, "A Good Man", atteint la 17e place du Billboard Hot Country Songs à la fin 2006, suivi par "Moments" qui devient le premier single du groupe à atteindre la première place.
Patrick Bourque, le bassiste du groupe démissionne en août 2007 pour une raison inconnue. Le 26 septembre, de la même année, il a été retrouvé mort dans sa maison de Montréal. À l'époque, la cause du décès n'a pas été révélée par la police mais s'est avéré être un suicide.
La sortie sixième album, Believe a été retardée. De plus, en raison d'un différend avec la maison de disques du groupe, Midas Records, l'album n'est pas sorti aux États-Unis en 2009. Malgré cela, le groupe sort trois singles qui atteindrons le top 10 au Canada avec "Believe", "I Love This Road" et "The Extra Mile". Le groupe quitte Valory Music Group et Midas en 2009 et signe en 2010 avec Open Road Recordings.
Le 8 février sort au Canada Decade of Drive, le premier best-of du groupe. Le premier single de la compilation est une création inédite ; "When I See You Again", qui sort en novembre 2010. La chanson a été écrit comme un hommage à Patrick Bourque.
Le septième album d'Emerson Drive ; Roll sort le 30 octobre 2012.

## Membres du groupe
| Membres actuels - Brad Mates - chanteur (depuis 1995) - Danick Dupelle - guitare et chœurs (depuis 1998) - Mike Melancon - percussions (depuis 1998) - Dale Wallace - clavier et chœurs (depuis 2003) | Former members - Pat Allingham - fiddle (1995-2003) - Chris Hartman - clavier (1995-2003) - Jeff Loberg - basse (1995-2002) - Dan Binns - guitare (1995-1998) - David Switzer - guitare (1995-1998) - Remi Barre - percussions (1995-1998) - Derrick Kuzemchuk - percussions (1998) - Dan Bauman - guitare (1998) - Patrick Bourque - basse (2002-2007; mort en 2007) - David Pichette - fiddle (2003–2013) |

## Discographie

### Albums studio
- Open Season (1996)
- Until You Walk the Tracks (1997)
- Emerson Drive (2002)
- What If? (2004)
- Countrified (2006)
- Believe (2009)
- Roll (2012)

### Compilations
- Decade of Drive (2011)

## Récompenses et nominations
| Année | Organisme                          | Catégorie                                                          | Résultat   |
| ----- | ---------------------------------- | ------------------------------------------------------------------ | ---------- |
| 1998  | RPM Big Country Awards             | Top New Group or Duo (12 Gauge)                                    | Nomination |
| 2002  | Billboard Year End Awards          | Top New Artist                                                     | Lauréat    |
| 2002  | Canadian Country Music Association | Group or Duo of the Year                                           | Lauréat    |
| 2002  | Canadian Country Music Association | Chevy Trucks Rising Star Award                                     | Lauréat    |
| 2002  | Canadian Country Music Association | Album of the Year – Emerson Drive                                  | Nomination |
| 2002  | Canadian Country Music Association | Single of the Year – "I Should Be Sleeping"                        | Nomination |
| 2002  | Canadian Country Music Association | CMT Music Video of the Year – "I Should Be Sleeping"               | Nomination |
| 2002  | Radio & Records Year-End Awards    | Top New Artist MVP                                                 | Lauréat    |
| 2003  | Academy of Country Music           | Top New Vocal Group or Duo                                         | Lauréat    |
| 2003  | Canadian Country Music Association | Group or Duo of the Year                                           | Lauréat    |
| 2003  | CMT Flameworthy Awards             | Breakthrough Video of the Year – "Fall into Me"                    | Nomination |
| 2003  | Juno Awards                        | Country Recording of the Year – Emerson Drive                      | Nomination |
| 2004  | Canadian Country Music Association | Group or Duo of the Year                                           | Nomination |
| 2004  | Canadian Country Music Association | CMT Music Video of the Year – "Last One Standing"                  | Nomination |
| 2005  | Canadian Country Music Association | Group or Duo of the Year                                           | Nomination |
| 2006  | Canadian Country Music Association | Group or Duo of the Year                                           | Nomination |
| 2006  | Canadian Country Music Association | CMT Music Video of the Year – "A Good Man"                         | Nomination |
| 2007  | Academy of Country Music           | Top Vocal Group                                                    | Nomination |
| 2007  | Canadian Country Music Association | Group or Duo of the Year                                           | Lauréat    |
| 2007  | Canadian Country Music Association | CMT Music Video of the Year – "Moments"                            | Lauréat    |
| 2007  | Canadian Country Music Association | Album of the Year – Countrified                                    | Nomination |
| 2007  | Canadian Country Music Association | Single of the Year – "Moments"                                     | Lauréat    |
| 2007  | Country Music Association          | Vocal Group of the Year                                            | Nomination |
| 2007  | Country Music Association          | Music Video of the Year – "Moments"                                | Nomination |
| 2007  | Inspirational Country Music Awards | Video of the Year – "Moments"                                      | Lauréat    |
| 2007  | Juno Awards                        | Country Recording of the Year – Countrified                        | Nomination |
| 2008  | Academy of Country Music           | Top Vocal Group                                                    | Nomination |
| 2008  | Canadian Country Music Association | Fans' Choice Award                                                 | Nomination |
| 2008  | Canadian Country Music Association | Group or Duo of the Year                                           | Nomination |
| 2008  | CMT Online Awards                  | No.1 Digitally Active Group of the Year                            | Nomination |
| 2008  | Country Music Association          | Vocal Group of the Year                                            | Nomination |
| 2008  | Dove Awards                        | Special Event Album of the Year – Songs 4 Worship: Country         | Nomination |
| 2008  | Grammy Awards                      | Best Country Performance by a Duo or Group with Vocals – "Moments" | Nomination |
| 2009  | Canadian Country Music Association | Group or Duo of the Year                                           | Nomination |
| 2010  | Juno Awards                        | Country Album of the Year – Believe                                | Nomination |
| 2011  | Canadian Country Music Association | Group or Duo of the Year                                           | Nomination |
| 2012  | Canadian Country Music Association | Group or Duo of the Year                                           | Nomination |
| 2013  | Juno Awards                        | Country Album of the Year – Roll                                   | Nomination |
| 2013  | Canadian Country Music Association | Group or Duo of the Year                                           | Nomination |
| 2013  | Canadian Country Music Association | Album of the Year – Roll                                           | Nomination |